# Castell d'Aubiri
El Castell d'Aubiri és un edifici de Ceret inventariat com a monument històric.

## Descripció
És un conjunt format per un castell, la capella de Santa Margarita, hivernacles, la casa del jardiner, terrasses i un parc, l'entrada principal i la casa del conserge, tot plegat a dins d'un mur.

## Història
Construït entre el 1893 i el 1904 per l'arquitecte danès Viggo Dorph Petersen, per un encàrrec de l'industrial Jean Bardou, que havia inventat el paper per fer cigars de la marca JOB. L'edifici té diversos elements de l'art nouveau i hi ha tres galeries interconnectades d'un total de 108 metres que tenen molt a veure amb l'arquitectura metàl·lica de principis del segle xx.
El castell va passar de generació en generació de la família Bardou fins al 1973, quan va ser comprat per un industrial que encara el conservava a principis del segle XXI. És un castell ben conservat amb excepció dels hivernacles. Pels elements constructius propis de l'arquitectura de ferro la rajola ha patit danys de l'òxid del ferro.